# Shohreh Solati

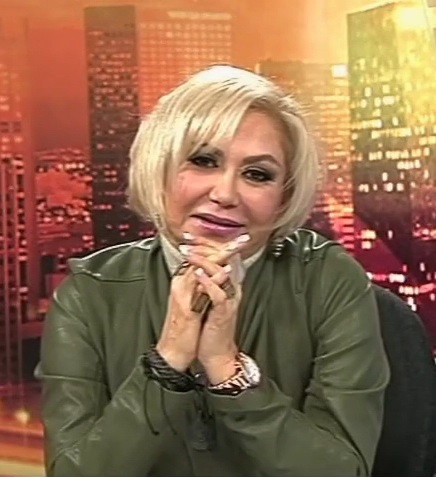
Shohreh Solati, 2016

Shohreh Solati (persisch شهره صولتی Schohreh Solati, DMG Šohreh Solatī; geboren: Fatemeh Solati; * 4. Januar 1957 in Teheran) ist eine iranische Sängerin. Shohreh gehört zu den aktivsten iranischen Sängerinnen ihrer Zeit. Nach der Islamischen Revolution setzte sie ihre musikalische Karriere im Exil fort und erlangte Anerkennung für ihren Beitrag zur iranischen Musik.

## Biografie
Shohreh Solati wurde am 4. Januar 1957 in eine Familie von Künstlern und Entertainern in Teheran geboren. Solati entwickelte schon früh (im Alter von 7 Jahren) das Interesse am Singen und besuchte später das National Iranian Music Conservatory, wo sie das Singen und Spielen der Klarinette erlernte. Shohrehs erstes Album nannte sich Dokhtar-e-Mashreghi (Morgenländisches Mädchen) und war ein großer Erfolg. Danach tauchte Shohreh Solati auch in mehrere Jugend-Magazinen als erfolgreiche Durchstarterin auf.
Kurz vor der Revolution im Jahre 1978 verließ Shohreh den Iran, um in mehreren Konzerten in den USA aufzutreten. Danach hatten sie und andere iranischen Musiker nicht mehr die Möglichkeit zurückzukehren. Shohreh zog somit nach New York und heiratete kurze Zeit später auch.
In den frühen 1980er Jahren zog Solati zusammen mit ihrem Ehemann nach Los Angeles. Seitdem arbeitete sie mit diversen Songwritern, Komponisten und Arrangeuren wie Mohammad Moqadam, Siavash Ghomeishi und Shubert Avakian zusammen und veröffentlichte auch mit deren Hilfe ein neues Album. In den Songs verdeutlichte Shohreh ihre Sehnsucht nach ihrer Heimat. Zu ihren Alben dieser Zeit gehören unter anderem Jaan Jaan, Sedaayeh Pah und Shenidam. Sie gab ebenfalls viele Konzerte mit Siavash Shams und Andy Madadian.

## Diskografie
- 1976: Dokhtar-e-Mashreghi
- 1984: Telesm (mit Shahram Shabpareh)
- 1987: Salam
- 1987: Sheytoonak
- 1989: Yeki Yekdooneh (mit Shahram Solati)
- 1990: Mix
- 1990: Marmar (mit Dariush Eghbali, Ebi und Farzin)
- 1991: Sedaye Paa
- 1991: Gereftar
- 1992: Khatereh die 7 (mit Moein)
- 1992: Ham Nafas
- 1993: Sekeh Tala (mit Masoud Fardmanesh)
- 1993: Jaan Jaan
- 1993: Mehmoon (mit Martik)
- 1994: Panjereha (mit Shahram Solati)
- 1994: Zan
- 1996: Joomeh be Joomeh
- 1996: Nemizaram Beri (mit Shahram Solati und Hassan Sattar)
- 1996: Ghesseh Goo
- 1996: Love Songs 1
- 1999: Aksaasho Paareh Kardam
- 1999: Sayeh
- 2000: 5 Hekayat (mit Masoud Fardmanesh)
- 2001: Atr
- 2002: Safar
- 2003: Pishooni
- 2004: Yaram Koo? (mit Faramarz Aslani und Siavash Ghomayshi)
- 2005: Havas
- 2008: Ashegham

### Singles (Auswahl)
- Shabe Sher
- Panjereha (mit Shahram Solati)
- Kalagheh Dom Siyah
- Toloo

## Videoaufnahmen
- Shohreh Live in Canada
- Best of Shohreh und Shahram
- Best of Shohreh Nr. 1
- Best of Shohreh # 2
- Zan Album Videos (Ausgewählte Videos)
- Ghesseh Goo Album Videos (Ausgewählte Videos)
- Nemizaram Beri Album Videos (Ausgewählte Videos)
- Atr Album Videos (Ausgewählte Videos)
- Safar Album Videos (Ausgewählte Videos)
- Pishooni Album Videos (Ausgewählte Videos)
- Havas Album Videos (Ausgewählte Videos)